# Thyris fenestrella
La Thyris fenestrella es una especie de mariposa perteneciente a la familia Thyrididae. Se encuentra en Europa central y sobre todo meridional.
Su envergadura es de 15–20 mm. Los adultos se pueden encontrar volando desde mayo hasta mediados de agosto.
Las larvas se alimentan de la Clematis vitalba, Sambucus nigra y Arctium lappa y se pueden encontrar desde julio a agosto. Tienen hasta dos generaciones al año, hibernando en forma de crisalida.